# Bota de Oro 1993-94
La Bota de Oro 1993-94 fue un premio deportivo otorgado por la multinacional alemana Adidas. Anteriormente era entregado por la revista francesa France Football, pero finalmente este medio deportivo renunció a entregarlo debido a sospechas en torno a jugadores cuyos goles habían sido falsificados. Para este temporada la compañía alemana lo entregó como único patrocinador del premio y sin una ceremonia oficial.
El galés Dave Taylor, jugador del Porthmadog Football Club, fue seleccionado como el máximo goleador de las grandes ligas de Europa.
Este fue el primer y único reconocimiento para el galés, quien logró la consecución del premio recién empezada su carrera como futbolista profesional. La edición anterior la había ganado el escocés Ally McCoist, quien jugaba para el Rangers Football Club.

## Criterio
Para esta temporada no hubo un factor específico que determinara al vencedor, esto, en vista de las irregularidades presentadas. Por consiguiente, el premio se entregaba al jugador que consiguiera la mayor cantidad de goles en una de las principales ligas de Europa.

## Ganador
El futbolista galés, David Taylor, fue seleccionado como el vencedor de la bota de Oro en la temporada 1993-94, después de conseguir 43 goles en la Cymru Alliance. En un segundo lugar terminó el británico Andy Cole por lograr 34 anotaciones y quien jugaba para el Newcastle United Football Club de la Premier League de Inglaterra, en tercera posición finalizaron los futbolistas Alan Shearer quien jugaba para el Blackburn Rovers Football Club y el croata Josip Weber, quien defendía los colores de la camiseta del Círculo de Brujas en la Primera División de Bélgica, ambos con 31 goles.
La bota de Oro conseguida por el europeo le acreditaba como máximo goleador de las ligas europeas de fútbol. Para Taylor, esta fue su única bota de Oro en su trayectoria como futbolista profesional.

### Ranking final
| Posición | Futbolista   | Club                | Campeonato                  | Goles |
| -------- | ------------ | ------------------- | --------------------------- | ----- |
| 1        | Dave Taylor  | Porthmadog FC       | Cymru Alliance              | 43    |
| 2        | Andrew Cole  | Newcastle United FC | Premier League              | 34    |
| 3        | Alan Shearer | Blackburn Rovers FC | Premier League              | 31    |
| 3        | Josip Weber  | Cercle Brugge       | Primera División de Bélgica | 31    |